# Chemistry (álbum de Kelly Clarkson)
Chemistry es el décimo álbum de estudio de la cantante estadounidense Kelly Clarkson. Fue lanzado el 23 de junio de 2023 a través de su independiente sello Kelly Clarkson Music y Atlantic Records. El álbum está producido por los antiguos colaboradores de Clarkson, Jason Halbert y Jesse Shatkin, así como por los recién llegados Erick Serna y Rachel Orscher. El álbum presenta colaboraciones con Steve Martin y Sheila E. Este es el último álbum de estudio y el lanzamiento final que se distribuirá a través de Atlantic Records, antes de firmar un nuevo acuerdo de distribución con BMG
Chemistry ilustra "el arco de una relación completa", mostrando cada emoción que experimentas desde el principio hasta el final.

## Antecedentes
Clarkson comenzó a trabajar en el seguimiento de su álbum de 2017, Meaning of Life, en 2019. En junio de 2020, anunció su divorcio de su esposo Brandon Blackstock. Antes del divorcio, describió el álbum como si Breakaway (2004) y Stronger (2011) tuvieran un bebé, y más como Meaning of Life. Cuando apareció en Sunday Today with Willie Geist en septiembre de 2020, describió el álbum como cada emoción que experimentas desde el principio hasta el final de una relación. Ella lo llama el más personal que ha lanzado y ha sido terapéutico para ella. Clarkson mencionó que había escrito unas sesenta canciones mientras se divorciaba.
En una entrevista de septiembre de 2022 con Variety, Clarkson habló sobre el álbum. Dijo que había estado trabajando en ello durante dos años; fue importante, y muchas de las canciones se grabaron dos años antes (2020). Cuando ocurrió el divorcio, necesitaba escribir sobre ello. Ella le dijo a su etiqueta: "No puedo hablar de esto hasta que lo haya revisado", y solo me tomó algo de tiempo hacerlo. Esa es una de las razones por las que hemos hecho muchas cosas navideñas en los últimos dos años, porque yo estaba como, "¡Bueno, eso es feliz!" Al describir el disco, dice: "Y no todo es malo, como que hay angustia y tristeza en él".
En enero de 2023, durante un Instagram en vivo, mencionó que acababa de hacer la sesión de fotos del álbum con Brian Bowen Smith. Mientras aparecía en el podcast Angie Martinez IRL de Angie Martinez, Clarkson mencionó que una de las canciones del álbum se llama "Red Flag Collector".

## Grabación y producción
Clarkson grabó la mayor parte del álbum en 2020. Dos de los colaboradores frecuentes de Clarkson, Jason Halbert y Jesse Shatkin, regresaron para producir este álbum junto con los recién llegados Eric Serna y Rachel Orscher.

## Composición
Clarkson escribió en todas menos dos de las catorce pistas. La segunda canción, "Me", fue escrita por primera vez por Gayle y Josh Ronen. Ellos escribieron el primer verso y el coro. Cuando Clarkson le dijo a Atlantic que era fan de Gayle, le dijeron que ella era su artista. Atlantic luego envió a Clarkson la canción. En una noche, Clarkson terminó el resto de la canción. Clarkson, Jesse Shatkin y Carly Rae Jepsen escribieron la séptima canción "Favorite Kind of High". Antes de que se le diera a Clarkson, Jepsen escribió la pista, y Clarkson escribió la letra y la melodía cuando se la dieron. Una de las canciones más felices del álbum, se describe como una "canción sexy" y cómo se trata de "tan alto cuando ves a alguien por primera vez y dices 'Oh, mierda'".
"Red Flag Collector", escrita por Clarkson, Halbert y su guitarrista Jaco Caraco, comienza con un estilo de salón del oeste con un rasgueo de guitarra y silbidos (de Caraco). La canción luego toma un giro más rockero. Se puede escuchar un látigo a lo largo de la canción y se agregan trompetas a la mitad. En el puente, el estilo de salón occidental regresa brevemente con el piano.
La decimotercera pista, "I Hate Love", que Clarkson describe como una pista pop-punk, presenta a Steve Martin en el banjo. Clarkson hace referencia a Martin en la canción que le dio la idea de que Martin tocara el banjo en ella. Sheila E. toca la batería en la última canción "That's Right".

## Lanzamiento y promoción
Chemistry fue lanzado por Atlantic Records el 23 de junio de 2023. En una entrevista de septiembre de 2022 con Variety, Clarkson anunció que lanzaría el álbum en 2023, calificando el álbum de "importante" y citando la música como "útil" para vocalizar lo que siente. El 25 de marzo de 2023, Clarkson tuiteó emojis de vino, angustia y sol, así describió el álbum mientras aparecía en Access Daily en enero de 2023. Al día siguiente, anunció en las redes sociales el título del álbum y anunció que se lanzaría "pronto".
El 24 de abril de 2023, para ayudar a celebrar el lanzamiento del álbum, Clarkson interpretó todo el álbum Chemistry en el Teatro Belasco de Los Ángeles. El programa fue grabado. El 22 de junio de 2023 apareció en The Today Show para promocionar el álbum. Regresará a Today el 22 de septiembre de 2023 para actuar.
Clarkson promocionará el álbum durante una residencia de diez noches en Las Vegas, Chemistry: An Intimate Evening with Kelly Clarkson. Se presentará del 28 de julio al 19 de agosto de 2023 en el Teatro Bakkt.

### Sencillos
El sencillo principal del álbum es un sencillo de doble cara A con "Mine" y "Me". Clarkson explicó la razón detrás del lanzamiento y dijo que "decidimos lanzar 'Mine' y 'Me' al mismo tiempo porque no quería lanzar solo una canción para representar un álbum completo o una relación". Fue lanzado el 14 de abril de 2023.
"Favorite Kind of High" fue lanzado como el segundo sencillo del álbum el 19 de mayo de 2023. "I Hate Love" con Steve Martin y "Red Flag Collector" se lanzaron como sencillos promocionales el 2 y el 9 de junio de 2023, respectivamente.

## Recepción crítica
En el agregador de críticas Metacritic, Chemistry recibió una puntuación de 72 sobre 100 basada en cinco críticas, lo que indica "críticas generalmente favorables". 
Antes del lanzamiento del álbum, Sal Cinquemani de Slant Magazine le dio tres estrellas y media. Escribió: "En su mayor parte, sin embargo, Chemistry se basa en una mezcla familiar de elementos de los dos álbumes anteriores de Clarkson, el centrado en el pop Piece by Piece y el clásico inspirado en el soul Meaning of Life. Un ciclo de canciones vagamente estructurado, el álbum documenta las etapas del dolor de Clarkson a raíz de su separación de su marido, el talento Brandon Blackstock, empleando el género como un reflejo de su estado emocional. "  Ilana Kaplan de Rolling Stones dijo: "aunque el álbum está plagado de coros cinematográficos flanqueados por grandes riffs de guitarra, gran parte del disco gira en torno a las emotivas voces de Clarkson y sus letras que desnudan el alma, convirtiendo Chemistry en su proyecto más vulnerable desde My December. " 
Lucy Norris de Metro citó, "Chemistry ha tardado tres años en gestarse y, en última instancia, ha desgarrado su ruptura, al tiempo que permite a los oyentes sentir físicamente cómo se recompone en la exploración más triunfal del amor que jamás hayamos escuchado de la campeona de American Idol en 2002. ", otorgándole una calificación de cuatro estrellas.
En su crítica para MusicOMH, John Murphy calificó el álbum con cuatro estrellas y dijo: "Puede que no esté a la altura de Rumours o Blood On The Tracks, pero dada la emoción y el corazón vertidos en él, Chemistry es un álbum de ruptura más que decente". Kate Solomon de i escribió: "Chemistry destila tristeza incluso en sus momentos más optimistas. Clarkson siempre ha sido una maestra de las baladas desgarradoras, pero éstas son más discretas que sus lloros adolescentes. Es más comedida, más madura y más conflictiva. Lo que le falta es un momento sobresaliente que realmente te dispare la espina dorsal: la química no está del todo ahí."
En una crítica menos entusiasta, Lindsay Zoladz de The New York Times escribió que el álbum "en última instancia se siente como una oportunidad perdida para una mayor profundidad y audacia" porque "Clarkson termina con arreglos que no están a la altura del poder y la crudeza de las emociones que los alimentan". Zoladz escribe que "Chemistry tenía muchas expectativas puestas en la catarsis de la mujer que lanzó la canción de ruptura del milenio, "Since U Been Gone". " 

## Recepción  comercial
Chemistry debutó en el número 6 del Billboard 200 con 53.000 unidades equivalentes de álbumes ganadas, de las que 9.000 unidades SEA suponen 11. 25 millones de streams oficiales bajo demanda y 43.000 ventas de álbumes, lo que lo convierte en el álbum físico más vendido de la semana. Se convierte en el noveno álbum de Clarkson en el top 10 en Estados Unidos.

## Lista de canciones
| Chemistry track listing |                                  |             |          |  |
| N.º                     | Título                           | Producer(s) | Duración |  |
| 1.                      | «Skip This Part»                 | Halbert     | 3:37     |  |
| 2.                      | «Mine»                           | Serna       | 3:11     |  |
| 3.                      | «High Road»                      | Jane Black  | 3:19     |  |
| 4.                      | «Me»                             | Halbert     | 3:35     |  |
| 5.                      | «Down to You»                    | Shatkin     | 3:09     |  |
| 6.                      | «Chemistry»                      | Shatkin     | 2:30     |  |
| 7.                      | «Favorite Kind of High»          | Shatkin     | 2:55     |  |
| 8.                      | «Magic»                          | Shatkin     | 3:15     |  |
| 9.                      | «Lighthouse»                     | Shatkin     | 3:21     |  |
| 10.                     | «Rock Hudson»                    | Shatkin     | 3:22     |  |
| 11.                     | «My Mistake»                     | Shatkin     | 3:16     |  |
| 12.                     | «Red Flag Collector»             | Halbert     | 2:58     |  |
| 13.                     | «I Hate Love» (con Steve Martin) | Shatkin     | 3:33     |  |
| 14.                     | «That's Right» (con Sheila E.)   | Shatkin     | 2:39     |  |
| 44:40                   |                                  |             |          |  |

## Créditos y Personal

### Vocales
- Kelly Clarkson - voz principal
- Jaco Caraco - voz de fondo (12)
- Qirsten Carter - voz de fondo (4)
- Jessi Collins - voz de fondo (4)
- Sean Douglas - voz adicional (11)
- Lester Estelle - voz de fondo (12)
- Onterio Fisher - voz de fondo (4)
- Jason Halbert - voz de fondo (12)
- Carlos Murguia - voz de fondo (12)
- Rachel Orscher - coros (3)
- Sarah Perez - coros (4)
- James Pound - coros (4)
- Sandy Redd - coros (4)
- Kyle Whalum - coros (12)

### Músicos
- Jaco Caraco - guitarra (1, 3, 12), bajo, whistle (12)
- Chad Carouthers - guitarra, programación adicional (12)
- Devin Collins - batería (5, 6, 13, 14)
- Samuel Dent - cuerdas (4, 9)
- Sheila E. - percusión (14)
- Drew Erickson - cuerdas (11)
- Lester Estelle - batería (pistas 1, 3, 12)
- Jason Halbert - teclados, programación (1, 4, 12); programación adicional (2), piano (4, 12), órgano Hammond B3 (4)
- Keyon Harrold - trompeta (14)
- Joe Kennedy - piano (9)
- Jeff King - banjo (12)
- Daniel Levin - trombón, trompeta (14)
- Steve Martin - banjo (13)
- Catherine Marx - piano (12)
- Ray Montiero - trompeta (12)
- Gabe Noel - bajo (9, 11)
- Rachel Orscher - teclados, programación (3)
- Garrett Ray - batería (2, 7, 8, 10, 11)
- Ric Robbins - DJ (12)
- Randy Runyon - guitarra (5, 6, 8-11, 13)
- Jesse Shatkin - teclados (2, 4, 6-11, 13, 14), cuerdas (2), bajo (4, 5, 10, 11, 13, 14), percusión (4, 6-8, 10, 11, 13), sintetizador (4-11, 13, 14), batería (4, 12), programación de batería (5, 7, 8), guitarra (5, 10), piano (10, 11, 13), programación de cuerdas (10)
- Erick Serna - bajo (2, 6), guitarra (2, 7, 14)
- Jake Sinclair (músico)|Jake Sinclair]] - bajo, guitarra (7)
- Matt Stanfield - órgano Hammond B3, teclados adicionales, programación adicional (1)
- Kyle Whalum - bajo (12)
- Justin Womble - guitarra, programación adicional (3)

### Producción
- Bryce Bordone - mezcla de ingeniería
- Ezekiel Chabon - ingeniería adicional (5-10, 13, 14)
- Nathan Cimino - ingeniería (2, 4-8, 10, 13, 14)
- Kelly Clarkson - productora ejecutiva
- Mychael Davison - ingeniería (14)
- John Denosky - ingeniería adicional
- Samuel Dent - ingeniería (2, 4-11, 13, 14)
- Chris Gehringer - masterización
- Serban Ghenea - mezcla
- David Grant - marketing
- Jason Halbert - coproductor (2, 5-11, 13, 14), ingeniería (1, 3, 4, 12), productor (1, 3, 4, 12)
- Jane Black - productora (3)
- Nich Jones - ingeniería (2, 5-11, 13, 14)
- Eric Olson - ingeniería adicional
- Randy Runyon - productor (6)
- Eric Serna - productor (2, 14)
- Jesse Shatkin - ingeniería (2, 4-11, 13, 14), productor (2, 4-11, 13, 14)
- Jake Sinclair - productor adicional
- Robert Venable - ingeniería (1, 3, 4, 12)
- Rhonda Woodrum - directora de proyecto

### Imagen
- Gloria Elias-Foeillet - maquillaje
- Alex Kirzhner - dirección artística
- Candace Lambert McAndrews - estilismo
- Robert Ramos - peluquería
- Brian Bowen Smith - fotografía

## Charts
| Chart (2023)                       | Peak position |
| ---------------------------------- | ------------- |
| Australia (ARIA)                   | 31            |
| Canadá (Billboard Canadian Albums) | 15            |
| Alemania (Offizielle Top 100)      | 81            |
| Escocia (Scottish Albums Chart)    | 9             |
| España (PROMUSICAE)                | 58            |
| Suiza (Schweizer Hitparade)        | 36            |
| Reino Unido (UK Albums Chart)      | 34            |
| Estados Unidos (Billboard 200)     | 6             |